# Breath of Fire: Dragon Quarter
Breath of Fire: Dragon Quarter, förkortat BoF:DQ, var det första spelet i Breath of Fire-serien att komma till spelkonsolen Playstation 2.

## Handling
I BoF:DQ får man möta Ryu, en lågrankad soldat som arbetar för försvaret i underjorden. Ytan har blivit förgiftad, och inget/ingen kan leva där, därför har människorna sökt sig neråt. precis som alla andra spel kommer Ryu i kontakt med en mystisk (död?) drake, detta händer under ett uppdrag som han får. Detta ställer till problem för honom, och för hans omgivning.
Ryu möter Nina, den stumma mystiska tjejen, och Lin - som av någon anledning måste skydda Nina till varje pris. Nina, och därmed Lin, hjälper Ryu under resan då mysterier upptäcks.